# Paul Dugdale
Paul Dugdale (* 1980) ist ein englischer Regisseur von Werbefilmen und Musikvideos.

## Leben
Paul Dugdale studierte an der Central Saint Martins College of Art and Design in London. Als Regisseur arbeitet er seit dem Jahr 2006.
Er stellte Werbefilme für verschiedene Unternehmen her, wie BNP Paribas, Red Bull, Adidas, Guinness, Asos, Ray-Ban, Blackberry und American Express.
Seinen Fokus legt er jedoch auf die Regie von Musikfilmen. Unter seiner Regie entstand das Konzertvideo von Emeli Sandé, aufgenommen am 11. November 2012 in der Royal Albert Hall in London. Er drehte Videos für die Jo Whiley Music Show im britischen Fernsehen, leitete die NME Awards für Channel 4 und führte im Jahr 2013 in London Regie bei der 6-stündigen Liveübertragung der House Party: NYE.
Sein Musikfilm Coldplay – Live 2012 zeigt verschiedene Auftritte der Gruppe sowie eine Dokumentation über den Alltag der Band während der weltweiten Mylo Xyloto Tour. Der Film war für die Grammy Awards 2014 nominiert. Das Videoalbum Sweet Summer Sun – Hyde Park Live von The Rolling Stones, bei dem Dugdale im Jahr 2013 Regie führte, erreichte die obersten Plätze der Charts in den britischen, US-amerikanischen, deutschen, Schweizerischen und österreichischen Charts. Für Die Toten Hosen führte Paul Dugdale Regie beim Musikfilm, zum Abschluss ihrer Tournee Der Krach der Republik im Jahr 2014 entstand.
2016 entstand die Dokumentation The Rolling Stones Olé Olé Olé!: A Trip Across Latin America.

## Filmografie

### Musikvideos (Auswahl)
- 2011: World’s on Fire, The Prodigy
- 2011: Live at the Royal Albert Hall, Adele
- 2012: Coldplay Live 2012, Coldplay
- 2013: Live at the Royal Albert Hall, Emeli Sandé
- 2013: Sweet Summer Sun – Hyde Park Live, The Rolling Stones
- 2014: Der Krach der Republik – Das Tourfinale, Die Toten Hosen
- 2014: Ghost Stories – The Film, Coldplay
- 2014: Where We Are – Live in San Siro Italy, One Direction
- 2014: Dangerous Games, Lord of the Dance
- 2015: Live at Wembley Stadium, Ed Sheeran
- 2015: When We Were Young, Adele
- 2016: Havana Moon, The Rolling Stones
- 2016: Olé Olé Olé!: A Trip Across Latin America, The Rolling Stones
- 2017: From The Vault – Sticky Fingers: Live at the Fonda Theatre 2015, The Rolling Stones
- 2018: Helene Fischer – Live 2018
- 2018: Helene Fischer – Spürst Du das?
- 2019: Taylor Swift Reputation Stadium Tour movie
- 2019:Die Toten Hosen – Alles ohne Strom
- 2020: Shawn Mendes – Live in Concert
- 2022: Coldplay – People Of The Pride
- 2022: Helene Fischer – Wenn alles durchdreht
- 2023: Helene Fischer – Rausch Live: Die Arena Tour

### Dokumentarfilme
- 2019 Weil Du nur einmal lebst – Die Toten Hosen auf Tour (Konzertregie)